# Врсте птица певачица
Ред птица певачица (лат. Passeriformes) обухвата преко 6300 врста: